# Publius Marius
Publius Marius est un sénateur romain et consul ordinaire en 62 apr. J.-C. avec Lucius Afinius Gallus comme collègue. Bien que Frontin rapporte que Marius a été nommé curator aquarum en 64, nous ne savons rien de plus sur lui.
George Houston souligne que ce consul n'avait pas de cognomen attesté, et « Celsus » a été ajouté sur la base d'une lecture d'une table de cire de Pompéi, .
Avant le consulat de Marius, huit des dix consuls ordinaires étaient issus de familles consulaires ; la moitié d'entre eux pouvaient faire remonter leur ascendance à des hommes qui avaient occupé le consulat pendant la République romaine. Judith Ginsburg soutient que Néron, qui avait été influencé par son préfet du prétoire Sextus Afranius Burrus et son tuteur Sénèque le Jeune, s'était éloigné d'une politique d'apaisement des membres de ces familles consulaires et avait  nommé des hommes réputés pour « leur amitié, leur service et loyauté  ». C'est le seul indice que nous ayons sur sa personnalité.